# Rue Boraine
De Rue Boraine is een helling uit de Belgische Provincie Henegouwen. Het is een korte maar uiterst steile helling. Het wegdek bestaat uit betonklinkers die lichtjes uit het wegoppervlak steken om grip te houden. In de nabijheid van de helling bevindt zich de scheepslift van Strépy-Thieu.

## Wielrennen
De helling is opgenomen in de Cotacol Encyclopedie met de 1.000 zwaarste beklimmingen van België.